# ミュージック10
『ミュージック10』（ミュージック・テン）は、富山エフエム放送（FMとやま）で1985年4月7日から2010年3月28日まで放送された、J-POPを対象としたカウントダウン番組である。

## 概要
FMとやまが開局した当初から放送されていたFMとやまを代表する長寿カウントダウン番組で、富山県内のJ-POPのCD（放送開始当初はレコード）売り上げ枚数やリスナーからのリクエストなどを集計して独自のランクが付けられた。番組開始当初は30分の番組として開始したが、開始6年後の1991年4月より55分間の番組になった。
『ミュージック10』の内容はランキング発表とアーティストからのメッセージ紹介が主体。ランキングは20位から1位までを対象としており、番組内では10位から1位までの楽曲を中心に放送していた。また、20位から11位までのランキングは番組中盤でヘッドライン形式で紹介されていた。
長年FMとやまを代表する番組として放送されてきたが、2010年3月28日の放送をもって終了することが発表され25年の歴史に幕を降ろした。最終回は通常のランキングとなった（最終回の第1位は嵐の「Troublemaker」）。最後に、久和がFMとやまのパーソナリティを卒業し、今後はフリーとして活動することも発表された。なお、25年間の放送はFMとやまの自社制作番組としては史上最長の放送期間だった。

## 出演
- 久和恵実

## 放送時間
番組終了時点
- 日曜日 9:00 - 9:55（1991年4月7日 - 2010年3月28日、JST）[2][3]

過去
- 日曜日 9:30 - 10:00（1985年4月7日 - 1991年3月31日）

## 主なカウントダウン番組
※近隣の主な番組を掲載する。なお、以下の番組は2020年までにすべて終了している。
- KANAZAWA HOT 100（エフエム石川）
- POWER STATION HOT40（福井エフエム放送）
- gifu power countdown 30（岐阜エフエム放送、当時）
- SHIZUOKA TOP40（静岡エフエム放送）